# 1091 Spiraea
1091 Spiraea là một tiểu hành tinh bay quanh Mặt Trời. Ban đầu nó có tên là 1928 DT. The numerical designation indicates this was the 1091st asteroid discovered.